# Aiguille du Tour
L'Aiguille du Tour (3.540 m s.l.m.) è una montagna delle Alpi del Monte Bianco. Si trova nella parte settentrionale del massiccio (gruppo Chardonnet-Tour) lungo la frontiera tra la Svizzera e la Francia.

## Descrizione
Ai piedi della montagna dalla parte svizzera si trova il ghiacciaio del Trient; dalla parte francese il ghiacciaio del Tour.

## Salita alla vetta
La montagna fu salita per la prima volta nel 1926 da M. Dreyfus, R. Duval, P. Henry e M. Ichac.
Oggi la vetta può essere salita tanto dal versante francese come da quello svizzero. Dal versante svizzero si può partire dal rifugio del Trient (3.170 m) mentre da quello francese dal Rifugio Alberto Primo (2.702 m).